# Barry Bannan
Barry Bannan (Airdrie, 1 december 1989) is een Schots profvoetballer die bij voorkeur als middenvelder speelt. Hij verruilde in augustus 2015 Crystal Palace voor Sheffield Wednesday. Bannan debuteerde in 2010 in het Schots voetbalelftal.

## Statistieken
| Club                | Seizoen | Competitie  | Competitie | Beker       | Beker | League Cup  | League Cup | Europees    | Europees | Totaal      | Totaal |
| Club                | Seizoen | Wedstrijden | Goals      | Wedstrijden | Goals | Wedstrijden | Goals      | Wedstrijden | Goals    | Wedstrijden | Goals  |
| ------------------- | ------- | ----------- | ---------- | ----------- | ----- | ----------- | ---------- | ----------- | -------- | ----------- | ------ |
| Aston Villa         | 2008–09 | -           | -          | -           | -     | -           | -          | 2           | 0        | 2           | 0      |
| → Derby County      | 2008–09 | 10          | 1          | -           | -     | -           | -          | -           | -        | 10          | 1      |
| → Blackpool         | 2009–10 | 22          | 1          | -           | -     | -           | -          | -           | -        | 22          | 1      |
| Aston Villa         | 2010–11 | 12          | 0          | 3           | 0     | 3           | 0          | 1           | 1        | 19          | 1      |
| → Leeds United      | 2010–11 | 7           | 0          | 0           | 0     | 0           | 0          | 0           | 0        | 7           | 0      |
| Aston Villa         | 2011–12 | 28          | 1          | 2           | 0     | 2           | 0          | 0           | 0        | 32          | 1      |
| Aston Villa         | 2012–13 | 24          | 0          | 2           | 0     | 4           | 0          | 0           | 0        | 30          | 0      |
| Crystal Palace      | 2013–14 | 15          | 1          | 2           | 0     | 0           | 0          | 0           | 0        | 17          | 1      |
| Crystal Palace      | 2014–15 | 7           | 0          | 1           | 0     | 2           | 0          | 0           | 0        | 10          | 0      |
| → Bolton Wanderers  | 2014–15 | 16          | 0          | 0           | 0     | 0           | 0          | 0           | 0        | 16          | 0      |
| Sheffield Wednesday | 2015–16 | 1           | 0          | 0           | 0     | 0           | 0          | 0           | 0        | 1           | 0      |

1 McGregor ·
2 Hutton ·
3 Whittaker ·
4 Hanley ·
5 Martin ·
6 Maloney ·
7 Morrison ·
8 McArthur ·
9 Griffiths ·
10 Snodgrass ·
11 Bannan ·
12 Gilks ·
13 Conway ·
14 Naismith ·
15 Webster ·
16 Rhodes ·
17 Mackay-Steven ·
19 Burke ·
20 Armstrong ·
21 Marshall ·
22 Jack ·
23 Watt ·
Coach: Strachan